# Palabra interrogativa
En lingüística, una palabra interrogativa o palabra qu- es una palabra funcional usada para formular oraciones interrogativas parciales.
En la literatura especializada en español, estas palabras suelen llamarse palabras qu- (en analogía con la terminación en otras lenguas: wh-words en inglés, W-Wörter en alemán, hv-ordene en danés, etc.) ya que muchas de ellas empiezan por qu- o derivan históricamente de formas latinas en qu-. Respecto a la sintaxis, en interrogativas directas de muchas lenguas europeas (el español entre ellas) estas palabras suelen ocupar la posición del especificador del sintagma complementante de la oración interrogativa (al igual que suecede en las otras lenguas indoeuropeas). Usualmente se analizan las restricciones que gobiernan el orden de las palabras interrogativas en estas lenguas, asumiendo que existe un movimiento qu- desde una posición argumental; eso hace, por ejemplo, que la segunda de estas dos oraciones sea incorrecta:
Te fuiste a casa porque tenías que hacer ¿qué?
*¿Qué te fuiste a casa porque tenías que hacer?
¿Qué tenías que hacer cuando te fuiste a casa?
La explicación de por qué la segunda no es correcta se deriva de las restricciones para el movimiento qu-.

## Interrogativos en diversas lenguas

### Interrogativos del español
En español la terminología tradicional de las palabras interrogativas es algo confusa, ya que las palabras que pueden actuar como interrogativos se clasifican de manera diversa como pronombres interrogativos o determinantes interrogativos (la terminología tradicional usa también los términos "adverbios interrogativos" y "adjetivos interrogativos"). 
En español, las palabras interrogativas pueden usarse como pronombres relativos (o habrá que decir más exactamente proformas relativas). La convención ortográfica del español consiste en escribirlas con acento cuando funcionan como interrogativo o explicativo y sin él cuando introducen una oración de relativo. 
Sintácticamente puede argumentarse que las palabras interrogativas tienen un rasgo peculiar [+qu] que requiere que en ciertas construcciones interrogativas experimenten un movimiento Qu- hacia la posición del especificador del sintagma complementante. Las palabras interrogativas del español son:
- Determinantes interrogativos ("adjetivos interrogativos")
Qué: ¿Qué libros compraste?
Cuánto, -a, -os, -as: ¿Cuántos amigos tienes aquí?
- Pronombres interrogativos
Quién (personal): ¿Quién te dijo eso?
Qué (general, indefinido): ¿Qué ha pasado aquí?
Cuál (general, definido): ¿Cuál falta?
- Proformas interrogativas ("adverbios interrogativos")
Dónde (lugar): ¿Dónde vas?
Cuándo (tiempo): ¿Cuándo te vas?
Cómo (manera): ¿Cómo te vas?
Cuánto (cantidad): ¿Cuánto es mucho?
- Formas compuestas
Preposición + interrogativo: ¿Con quién hablabas?, ¿Desde qué lugar?, ¿Hasta cuándo lo hará?

### Interrogativos del inglés
En inglés los interrogativos más usuales empiezan con wh- por lo que frecuentemente se denominan wh-words. La ortografía wh refleja el sonido del protogermánico /*xw/ (a su vez derivado del protoindoeuropeo /*kw/, que en latín dio interrogativos en qu-). En inglés como en español los interrogativos se colocan al inicio de la oración, como resultado de un movimiento sintáctico hacia el sintagma complementante.

### Interrogativos en otras lenguas
- Chino. Una peculiaridad del chino estándar es que la estructura superficial de las oraciones no evidencia movimiento qu- por lo cual el interrogativo aparece siempre en su posición argumental:

你喜歡誰 (Chino tradicional)
你喜欢谁 (Chino simplificado)
ㄋㄧˇㄒㄧˇㄏㄨㄢ¯ㄕㄟˊ(Bopomofo)
nǐ xǐhūan sheí (Pinyin)
tú gustar quién
'¿Quién te gusta?'
- Coreano:

날씨가 어떻습니까? (Hangul)
Nalssi-ga eotteoh-seumni-kka?
Tiempo-NOM estar.modo-REV-SUF.INTERROG
¿Qué tiempo hace? (lit. ¿Cómo está el tiempo [atmosférico]?
- Mongol (khalkha)

Chi yaa-vch jaahan huuhed bish gej bi bod-jii-ne
Tú hacer-CONCESIVO pequeño niño no COMP pensar.1ªSG-PROG-No-PAS
Hagas lo que hagas, creo que no eres un niño pequeño.